# Bowie Kuhn
 (janvier 2016).
Si vous disposez d'ouvrages ou d'articles de référence ou si vous connaissez des sites web de qualité traitant du thème abordé ici, merci de compléter l'article en donnant les références utiles à sa vérifiabilité et en les liant à la section « Notes et références ».
Bowie Kuhn, né le 28 octobre 1926 et décédé le 15 mars 2007, était un juriste américain qui fut commissaire des ligues majeures de baseball du 4 février 1969 au 30 septembre 1984. Avant sa désignation comme commissaire, il fut pendant vingt ans un conseiller des propriétaires de franchises MLB. Durant son mandat, la ligue passa de 23 millions de spectateurs en 1968 à 45,5 millions en 1983.
Kuhn était particulièrement rigide envers les joueurs utilisant des drogues. Il fut inflexible dans ces cas en infligeant de lourdes amendes et des suspensions. La grande affaire de son mandat fut toutefois la grève des joueurs de 1981. Kuhn se montra une nouvelle fois inflexible, mais dut s'incliner après l'annulation de 713 matchs.
Lassés par ses décisions jugées trop sévères, les propriétaires des franchises remplacent Kuhn par Peter Ueberroth en 1984.